# Галсанов, Цэдэн Галсанович
Цэдэ́н (Цыденжа́п) Галса́нович Галса́нов (бур.  Галсанай Сэдэн; 10 [23] февраля 1917 — 1992) — бурятский советский поэт.

## Биография
Цэдэн Галсанов родился в 1917 году в улусе Илька (ныне село в Заиграевском районе Бурятии) в семье скотовода. По окончании школы учился в Литературном институте имени М. Горького в Москве.
Первые стихи Цэдэна Галсанова были опубликованы в 1931 году, когда он ещё учился в школе. В 1934 году вышел его первый сборник. Позже им были написаны сборники стихов «Всегда готов!» («Хэзээш бэлэн»), «Молодость» («Залуу наһан»), «Байкальские волны» («Байгалай долгинууд»), «Песни сердца», «Новый урожай» («Шэнэ таряан»), «День рождения», «Заря над Азией», «Советское солнце», «Мы молоды».
Цэдэн Галсанов — автор поэм «Четыре дня и три ночи», «Соревнование на мудрость», «Эхо на Чудском озере» («Чудска нуур дээрэхи сууряан»), «Павел Балтахинов», «Поэма о пятилетке», «Мои весёлые друзья». Многие стихи поэта были положены на музыку.
Цэдэн Галсанов перевёл на бурятский язык ряд стихотворных произведений русских классиков, в том числе «Горе от ума» А. С. Грибоедова, «Кому на Руси жить хорошо» Н. А. Некрасова и др.
Автор книги о Сталине «Человек души золотой (Прибайкальская легенда о Сталине)», изданной Бурят-Монгольским государственным издательством в 1950 году.
28 апреля 1954 года вместе с тремя другими писателями за «аморальное поведение» исключался из СП СССР, восстановлен 18 октября 1957 года.

### Семья
- Сын — Галсанов Валерий Цыденович (1939—2021) — советский и российский дирижер, художественный руководитель и главный дирижер Бурятского академического театра оперы и балета (1963—2002), заслуженный деятель искусств Российской Федерации (1998).

## Награды
- орден «Знак Почёта» (31.01.1939)